# 베를린 메세 노르트/ZOB역
베를린 메세 노르트/ZOB역(Bahnhof Messe Nord/ZOB)역은 베를린 샤를로텐부르크빌머스도르프구 샤를로텐부르크에 있는 베를린 순환선의 철도역이다. 노이에 칸트슈트라세(Neue Kantstraße)와 순환선이 만나는 점에 역사가 있으며 베스트엔트와의 경계선에 인접해 있다. 1944년까지는 베를린 도심선과의 연결선이 있었다.
2002년 6월 역명 개전 이전까지는 비츨레벤(Witzleben)역으로 불렸다. 근처에 있는 메세 베를린과 ICC의 이름을 따서 메세 노르트/ICC(Messe Nord/ICC)역으로 개칭되었고, 기존의 역명 비츨레벤은 부역명으로 변경되었다. 2014년에는 역명에 포함되어 있었던 ICC가 폐쇄되었고 이에 따라서 역명을 개칭해야 한다는 주장도 있었지만, 2015년 당시 도이체 반에서는 비용을 이유로 개칭을 거절했다. ICC 폐쇄 이후에도 약 10년간 역명이 유지되었다가, 2024년 12월 15일에는 역명이 메세 베를린/ZOB로 변경되었고 기존의 부역명도 삭제되었다.
메세 베를린으로 이어지는 역 중 하나이며, 베를린 중앙 버스터미널(ZOB)과도 연결된다. U2 카이저담역이 환승역으로 지정되어 있다.

## 역사
1908년 베를린 지하철 2호선이 테오도어호이스플라츠역까지 연장되었으며, 순환선 상부를 카이저담교(Kaiserdammbrücke)의 하부를 이용하여 넘어간다. 지하철과 순환선 환승을 위해서 카이저담역 일대에 새로운 역을 건설할 계획이 수립되었다. 아우구스트 브레트슈나이더(August Bredtschneider)가 역사를 건설했고, 3년간의 공사 끝에 1916년 4월 1일 완공되었다. 역 건설 당시에는 승강장이 2면 3선으로 건설되어 있었으며, 역 북쪽과 남쪽으로 거의 동일한 대합실 건물이 있었다. 동쪽 승강장으로는 도심선 방면 열차, 서쪽 승강장으로는 순환선 방면 열차가 운행했다. 이 역에는 별도의 분기기가 없었고 선로의 합류 및 분기는 다음 역인 베스트엔트역에서 이루어졌다.
1944년 연합군의 베를린 폭격으로 인하여 샤를로텐부르크역 방면으로 이어지는 도심선 연결선로가 파괴되었고 종전 이후에도 복구되지 않았다. 그 결과 동쪽 승강장은 더 이상 사용되지 않았다. 냉전기 베를린의 S반 보이콧으로 인하여 승객 수가 계속 감소했고, 1980년 동독 독일국영철도 파업 이후로 열차가 복구되지 않았다. 독일의 재통일 이후인 1993년 12월 17일에 운행이 복구되었다.
운행 복구 계획에는 순환선 승강장 지붕 재건축과 폭 확장이 포함되어 있었다. 건설 당시의 2면 3선 승강장의 중앙 선로로 순환선 열차가 운행했고, 더 이상 운행하지 않는 승강장으로의 하차를 방지하기 위해서 과거 동쪽 승강장은 펜스로 막혔다. 2015년 중반에 동쪽 승강장으로 향하는 통로가 철거되었다.

## 인접 철도역
베를린 버스 M49, X34, X49, 139, 218번과 환승 가능하다.
| 베를린 S반                     | 베를린 S반 | 베를린 S반                                |
| ------------------------------ | ---------- | ----------------------------------------- |
| 베스트크로이츠 반시계방향 순환 | S41 · S42  | 베스트엔트 시계방향 순환                  |
| 베스트엔트 방면                | S46        | 베스트크로이츠 쾨니히스 부스터하우젠 방면 |